# 11P/Tempel-Swift-LINEAR
11P/Tempel–Swift–LINEAR é um cometa periódico da família Júpiter no Sistema Solar.
Ernst Wilhelm Leberecht Tempel ( Marselha ) descobriu originalmente o cometa em 27 de novembro de 1869, mais tarde foi observado por Lewis Swift (Warner Observatory) em 11 de outubro de 1880 e percebeu ser o mesmo cometa.
Depois de 1908, o cometa tornou-se um cometa perdido não observável, mas em 7 de dezembro de 2001, um objeto foi encontrado pelo programa Lincoln Near-Earth Asteroid Research (LINEAR), e confirmado por imagens anteriores de 10 de setembro e 17 de outubro como sendo o mesmo cometa. O cometa não foi observado durante a aparição desfavorável de 2008   porque a passagem do periélio ocorreu quando o cometa estava do outro lado do Sol. O cometa foi observado durante as aparições de 2014 e 2020.